# Thymoites lori
Thymoites lori là một loài nhện trong họ Theridiidae.
Loài này thuộc chi Thymoites. Thymoites lori được Herbert Walter Levi miêu tả năm 1964.